# Costus ricus
Espèce
Classification phylogénétique
Statut de conservation UICN

 LC  : Préoccupation mineure
Costus ricus est une espèce de plantes à fleurs de la famille des Costaceae.
Elle trouve son origine du Sud de l'Amérique centrale au Nord de l'Amérique du Sud. Au Costa Rica, Costus ricus est une plante trouvée dans la péninsule d'Osa et les régions environnantes.

## Description
Costus ricus est une plante herbacée vivace qui peut mesurer jusqu'à 2 mètres de haut.
La feuilles a une face supérieure densément couverte de poils raides et une face inférieure de densément soyeuse à glabre. Des poils crépus se trouvent sur les bords des feuilles ainsi que le long de la nervure centrale tout comme sur la gaine foliaire et le pétiole.
Les ligules sont inégaux et bilobés.
Les inflorescences en forme de cône rond à ovoïde mesurent de 4 à 7 cm de long avec un diamètre de 4 à 5 cm. A maturité elles peuvent atteindre une longueur de 12 cm.
Les bractées sont de rouge à orange, à la partie extérieure occasionnellement repliée.
Le pétale est densément poilu et le labelle tubulaire est d'orange à rouge.
L'espèce a été décrite pour la première fois en 1997 par Maas et son épouse H.Maas